# Lygropia shevaroyalis
Lygropia shevaroyalis là một loài bướm đêm trong họ Crambidae.